# Mitsubishi Galant (8. generation)
Mitsubishi Galant er en bilmodel fra Mitsubishi. Ottende generation blev introduceret i august 1996 og blev bygget frem til 2003. Modellen fandtes både som 4-dørs sedan og som 5-dørs stationcar.
Fra starten af fandtes den i Europa med en 5-cylindret 2,0-liters benzinmotor og en 6-cylindret 2,5 liters med hhv. 136 og 163 hk. Derudover fandtes der en 2,0-liters turbodiesel med 90 hk. 
Programmet blev i 1999 udvidet med en 4-cylindret 2,4-liters benzinmotor med direkte benzinindsprøjtning og 150 hk. 
Med indførslen af Euro3-emissionsnormerne i 2001 blev effekten for motorerne reduceret til hhv. 133, 144 og 160 hk for hhv. 2,0, 2,4 og 2,5's vedkommende.
I Japan fandtes modellen med andre motorer, nemlig en 1,8 GDI med 150 hk, en 2,0 V6 med 145 hk og en 2,5 V6 Turbo med 280 hk.

## Motorer

### Europa
| Model                           | Cylindre | Ventiler | Slag- volume cm³ | Effekt | Effekt | Effekt | Drejningsmoment | Drejningsmoment | 0-100 km/t | Topfart | Årgang(e) | Årgang(e) |
| Model                           | Cylindre | Ventiler | Slag- volume cm³ | kW     | hk     | omdr.  | Nm              | omdr.           | sek.       | km/t    | fra       | til       |
| ------------------------------- | -------- | -------- | ---------------- | ------ | ------ | ------ | --------------- | --------------- | ---------- | ------- | --------- | --------- |
| Galant-modeller med benzinmotor |          |          |                  |        |        |        |                 |                 |            |         |           |           |
| 2.0                             | 4        | 16       | 1997             | 100    | 136    | 6000   | 178             | 4500            | 9,7        | 210     | 1996      | 2000      |
| 2.0                             | 4        | 16       | 1997             | 98     | 133    | 6000   | 175             | 4500            | 9,7        | 210     | 2000      | 2003      |
| 2.4 GDI                         | 4        | 16       | 2351             | 110    | 150    | 5500   | 225             | 3500            | 9,1        | 215     | 1999      | 2000      |
| 2.4 GDI                         | 4        | 16       | 2351             | 106    | 144    | 5500   | 211             | 3500            | 9,1        | 215     | 2000      | 2003      |
| 2.5 V6                          | 6        | 24       | 2498             | 120    | 163    | 5750   | 223             | 4500            | 8,2        | 225     | 1996      | 2000      |
| 2.5 V6                          | 6        | 24       | 2498             | 118    | 160    | 5750   | 218             | 4500            | 8,2        | 225     | 2000      | 2003      |
| Galant-modeller med dieselmotor |          |          |                  |        |        |        |                 |                 |            |         |           |           |
| 2.0 TD                          | 4        | 8        | 1998             | 66     | 90     | 4500   | 202             | 2500            | 12,8       | 180     | 1996      | 2003      |

### Japan
| Model        | Cylindre | Ventiler | Slag- volume cm³ | Effekt | Effekt | Effekt | Drejningsmoment | Drejningsmoment | 0-100 km/t | Topfart |
| Model        | Cylindre | Ventiler | Slag- volume cm³ | kW     | hk     | omdr.  | Nm              | omdr.           | sek.       | km/t    |
| ------------ | -------- | -------- | ---------------- | ------ | ------ | ------ | --------------- | --------------- | ---------- | ------- |
| 1.8 GDI      | 4        | 16       | 1834             | 110    | 150    | 6500   | 179             | 5000            | 9,0        | 215     |
| 2.0 V6       | 6        | 24       | 1999             | 107    | 145    | 6000   | 181             | 4500            | 9,0        | 215     |
| 2.5 V6 Turbo | 6        | 24       | 2497             | 206    | 280    | 5500   | 363             | 4000            |            | 225     |